# Кенігзеггвальд
Кенігзеггвальд (нім. Königseggwald) — громада в Німеччині, знаходиться в землі Баден-Вюртемберг. Підпорядковується адміністративному округу Тюбінген. Входить до складу району Равенсбург.
Площа — 6,85 км2. Населення становить 694 ос. (станом на 31 грудня 2020).